# Amer Gojak
Amer Gojak (Szarajevó, 1997. február 13. –) bosznia-hercegovinai válogatott labdarúgó, a HNK Rijeka játékosa.

## Pályafutása

### Klubcsapatokban
A Novi Grad Sarajevo csapatától került a Željezničar akadémiájára. 2014 januárjában 3 évre aláírt az Olimpic csapatához. Március 1-jén mutatkozott be a Velež Mostar elleni bajnoki mérkőzésen. Két héttel később megszerezte első gólját a bajnokságban a Rudar Prijedor csapata ellen.

#### Dinamo Zagreb
2014 májusában a horvát Dinamo Zagreb szerződtette, de csak a szezon végén csatlakozott a klubhoz. 2015 márciusában a kupában és a bajnokságban is az Istra 1961 ellen mutatkozott be. 2016. május 14-én szerezte meg első gólját a Lokomotiva ellen. 2016. szeptember 15-én az UEFA-bajnokok ligája csoportkörében a francia Olympique Lyonnais ellen mutatkozott be nemzetközi klubmérkőzésen. 2017 márciusában 5 évvel meghosszabbították a szerződését. 2017. április 29-én 4 gólt szerzett a HNK Cibalia Vinkovci csapata elleni bajnoki mérkőzésen. 2019. február 29-én az NK Osijek elleni mérkőzésen lépett 100. tétmérkőzésén pályára a klubszíniben. Kilenc idényben 206 tétmérkőzésen 19 gólt szerzett és 21 gólpasszt adott a Dinamo színeiben.

#### Torino
2020 októberében kölcsönbe került az olasz Torino csapatához egy szezonra, bizonyos feltételek teljesülése mellett kötelező vásárlási opcióval. Október 28-án az az kupában az US Lecce ellen mutatkozott be. Egy héttel később a bajnokságban a Genoa elleni győztes mérkőzésen debütált. 2021. január 3-án megszerezte első gólját a Parma ellen.

#### Ferencváros
2022. augusztus végén a Ferencvároshoz igazolt. 2022. szeptember 18-án a Bicske ellen 2–0-ra megnyert kupamérkőzésen szabadrúgásból szerezte meg csapata számára a vezetést. 2023. május 1-jén az Újpest ellen 3–-re megnyert bajnoki mérkőzésen 2 gólt lőtt, az NB I-ben először iratkozott fel a góllövők közé. 2024. szeptember 5-én közös megegyezéssel távozott a klubtól.

#### HNK Rijeka
2024. szeptember 5-én kétéves szerződést írt alá a HNK Rijeka csapatával. 2024 decemberéig 13 bajnokin és egy kupameccsen szerepelt a Rijekában, azokon 3 gólpasszt kiosztott, négyszer volt a kezdőcsapat tagja.

### A válogatottban
Többszörös korosztályos válogatott játékos. 2017. március 25-én a kispadon kapott lehetőséget a gibraltári labdarúgó-válogatott elleni felnőtt válogatott mérkőzésen. 2018. november 15-én mutatkozott be Ausztria ellen Miralem Pjanić cseréjeként. 2019. szeptember 5-én megszerezte első két gólját a Liechtenstein elleni 2020-as labdarúgó-Európa-bajnokság selejtező mérkőzésen.

## Statisztika

### A bosnyák válogatottban
| Bosznia-Hercegovina | Bosznia-Hercegovina | Bosznia-Hercegovina |
| Év                  | Mérk.               | Gólok               |
| ------------------- | ------------------- | ------------------- |
| 2018                | 2                   | 0                   |
| 2019                | 8                   | 4                   |
| 2020                | 8                   | 0                   |
| 2021                | 9                   | 0                   |
| 2022                | 8                   | 0                   |
| Összesen            | 35                  | 4                   |

## Sikerei, díjai
Olimpic
- Bosznia-hercegovinai kupa (1): 2014–15

 Dinamo Zagreb
- Horvát bajnok (6): 2014–15, 2015–16, 2017–18, 2018–19, 2019–20, 2021–22
- Horvát kupa (3): 2014–15, 2015–16, 2017–18
- Horvát szuperkupa (1): 2019

 Ferencváros
- Magyar bajnok (2): 2022–23, 2023–24
- Magyar kupa ezüstérmes (1): 2024[26]